# Amarante (Piauí)
Amarante é um município brasileiro do estado do Piauí. Localiza-se a uma latitude 06°14'28" sul e a uma longitude 42°51'17" oeste, estando a uma altitude de 104 metros. Sua população estimada em 2014 era de 17.305 habitantes.

## História
Teve sua origem na Vila de São Gonçalo, onde  hoje fica localizada a  cidade de Regeneração. No ano de 1861 sua sede  Municipal e Paroquial  foi transferida para o  Porto de São Gonçalo do Amarante  localizado às margens do rio Parnaíba. Após a transferência da sede  para  o Porto a  cidade  passou por um  período de progresso e desenvolvimento  comercial, graças ao rio Parnaíba, que era  a principal via  de transporte entre  o  litoral e o interior do Estado. E devido ao rápido desenvolvimento comercial,  em 1871, a Vila  foi elevada  à categoria de Cidade,  com o nome  de Amarante.

## Área
Possui uma área de 1155,203 km². Amarante fica às margens dos rios  Parnaíba,  Canindé e Mulato.
A cidade fica conurbada com o a cidade  de São Francisco do Maranhão, sendo separadas  pelo  rio Parnaíba.  O acesso entre as duas cidades se dá  por barco.
O acesso a  cidade de  Amarante  é  feito através das rodovias  BR-316 e 343  e também pela PI-130.

## Localização
| Noroeste: São Francisco do Maranhão/MA                   | Norte: Palmeirais               | Nordeste: Angical do Piauí |
| Oeste: Barão de Grajaú/MA e São Francisco do Maranhão/MA |                                 | Leste: Regeneração         |
| Sudoeste: Barão de Grajaú/MA                             | Sul: Floriano e Francisco Ayres | Sudeste: Arraial           |

## Filhos ilustres
- Piauienses de Amarante